# Ruth Barcan Marcus
Ruth Barcan Marcus (ur. 2 sierpnia 1921 w Nowym Jorku, zm. 19 lutego 2012 w New Haven) – amerykańska filozof analityczna, logik i filozof logiki. Zajmuje się przede wszystkim logiką modalną i związanymi z nią zagadnieniami filozoficznymi, a także pewnymi szczegółowymi zagadnieniami etycznymi, ontologicznymi i epistemologicznymi.
Do najważniejszych osiągnięć Ruth Barcan Marcus należy istotny udział w stworzeniu modalnej logiki predykatów (modalnej logiki kwantyfikatorów – por. klasyczny rachunek kwantyfikatorów), tj. pierwszych systemów logiki modalnej obejmujących kwantyfikatory i predykaty jako elementy ich języka. Od jej nazwiska pochodzi termin formuła Barcan. Dla filozofii Ruth Barcan Marcus kluczowe są natomiast (analizowane przeważnie na gruncie logiki modalnej z kwantyfikatorami) problemy związane z esencjalizmem, identycznością i jej wariantami oraz possibiliami.

## Życiorys
Studiowała (jako undergraduate) na Uniwersytecie Nowojorskim. Tam też w 1941 uzyskała (BA). W czasie studiów prowadziła badania nad logiką matematyczną pod kierunkiem J.C.C. McKinseya. Następnie przeniosła się na Uniwersytet Yale, gdzie studiowała jako graduate i współpracowała z Frederikiem Brentonem Fitchem. W 1946 uzyskała tam tytuł doktora.
W połowie lat 60. była współorganizatorką Wydziału Filozofii Uniwersytetu Illinois w Chicago, pełniła też funkcję jego dyrektora (chair). Następnie przeniosła się na Uniwersytet Północno-Zachodni. W 1973 podjęła pracę na Uniwersytecie Yale jako Halleck Professor. Od 1992 pracowała na tej uczelni jako profesor emerytowany, a także na Uniwersytecie Kalifornijskim w Irvine jako profesor wizytujący.
Ruth Barcan Marcus pełniła wiele prestiżowych funkcji akademickich, otrzymała też wiele nagród. Do otrzymanych przez nią nagród należą Medal Collège de France (1986), doktorat honoris causa University of Illinois (1995), nadawany przez Uniwersytet Yale Wilbur Cross Medal (2000), Machette Prize. Do pełnionych przez nią funkcji należą stanowisko przewodniczącego Elizabethan Club (1989–1990), dyrektora National Board of Officers of the American Philosophical Association (Amerykańskiego Towarzystwa Filozoficznego; 1967–1983), przewodniczącego oddziału centralnego Amerykańskiego Towarzystwa Filozoficznego (1976–1978), przewodniczącego (1990–1993), a od 1994 przewodniczącego honorowego Institute Internationale de Philosophie.

## Myśl
Niniejsza prezentacja myśli Ruth Barcan Marcus opiera się na wydanym w 1993 zbiorze jej prac Modality, Morality and Belief. Zbiór ten obejmuje artykuły opublikowane w różnych czasopismach po roku 1961. Wersje zamieszczone w tym zbiorze to poprawione i nieco zmienione wersje artykułów oryginalnych. Do wielu z nich dołączone zostały rozmaite dodatki. Wybór ten pomija artykuły z wczesnego okresu twórczości Barcan Marcus, bardzo istotne z punktu widzenia rozwoju logiki modalnej, ale mające wysoce techniczny charakter; uwzględnia on natomiast przede wszystkim artykuły o charakterze filozoficznym. Wcześniejsze prace Barcan Marcus dotyczyły raczej logiki formalnej niż filozofii – w niniejszym artykule przedstawiono tylko pewne wybrane idee z tego okresu (w rozdziale Początki logiki modalnej predykatów i formuła Barcan).
Istnieje ponadto poświęcony w całości filozofii Barcan Marcus zbiór prac różnych autorów Modality, Morality and Belief (1995) – prace te stanowią obszerne analizy głównych problemów filozofii Barcan Marcus. Zbiór artykułów The New Theory of Reference. Kripke, Marcus and its Origins (1999) przedstawia teorię referencji Barcan Marcus oraz pewne związane z nim spory historycznofilozoficzne – zawiera m.in. analizy „nowej teorii referencji” dokonane przez Quentina Smitha. Do zagadnień podjętych przez Barcan Marcus odnoszą się także niektóre prace ze współredagowanego przez nią wyboru The Logical Enterprise (1975).

### Początki logiki modalnej predykatów i formuła Barcan
Najwcześniejsze publikacje Ruth Barcan Marcus stanowią zarazem najwcześniejsze publikacje z zakresu modalnej logiki predykatów. Jej pierwszy artykuł, A Functional Calculus of First Order Based on Strict Implication, ukazał się w tomie XI „Journal of Symbolic Logic” w roku 1946. W tym samym tomie tego czasopisma ukazała się później inna praca rozpoczynająca rozwój modalnej logiki predykatów, artykuł Rudolfa Carnapa Modality and Quantification. Szczególne znaczenie dla rozwoju tych systemów mają także artykuły The Deduction Theorem in a Functional Calculus of First Order Based on Strict Implication (1946) i The Identity of Individuals in a Strict Functional Calculus of Second Order (1947). Pierwsze w pełni współczesne systemy logiki modalnej to systemy Lewisa (S1-S5), z których pierwsze C.I. Lewis ogłosił w 1911. Zasadniczą ideą modalnej logiki predykatów było utworzenie systemu dedukcyjnego uzupełniającego modalną logikę zdań tak, jak klasyczny rachunek predykatów uzupełnia klasyczny rachunek zdań. Na tle tempa rozwoju logiki matematycznej w XX wieku idea ta narodziła się późno: między powstaniem systemów Lewisa a systemem skonstruowanym przez Marcus minęło kilkadziesiąt lat, w czasie których klasyczny rachunek predykatów osiągnął już pełną dojrzałość.
W swoim pierwszym artykule Ruth Barcan Marcus rozważała możliwość poszerzenia na wzór klasycznego rachunku predykatów systemów S2 i S4. Ze względu na fakt, że modalna logika predykatów jest właśnie tego rodzaju rozszerzeniem, wiele jej tez pokrywa się czy to z tezami logiki modalnej zdań, czy to klasycznego rachunku predykatów – nie są to jednak tezy wszystkie. Do tez występujących wyłącznie w sformułowanym przez Ruth Barcan Marcus systemie modalnej logiki predykatów należy stanowiąca jego 11. aksjomat formuła {\displaystyle \diamond (\exists \alpha )A\implies (\exists \alpha )\diamond A,} gdzie {\displaystyle \alpha } reprezentuje zmienną indywiduową, A formułę, znak {\displaystyle \diamond } odpowiada powszechnemu w logice modalnej zdań znakowi możliwości, znak {\displaystyle \implies } oznacza natomiast implikację ścisłą definiowaną przez {\displaystyle \neg \diamond (\alpha \land \neg \beta );} zastosowano tu notację przyjętą w oryginalnym artykule Barcan, zastępując jedynie oryginalny znak koniunkcji i oryginalny znak implikacji ścisłej przyjętymi tutaj. Prócz różnych notacji, występują też różne postacie tej formuły, np. zamiast możliwości i kwantyfikatora szczegółowego zawierająca konieczność i kwantyfikator ogólny czy też tzw. odwrócona formuła Barcan. Formułę tę w 1956 nazwał „formułą Barcan” (ang. Barcan formula) Arthur Prior, następnie nazwa ta przyjęła się powszechnie.
Włączenie lub nie formuły Barcan do logiki modalnej predykatów stało się przedmiotem istotnych kontrowersji filozoficznych. Przeciw jej włączeniu do logiki temporalnej wypowiedział się w 1957 Prior, argumentując że zdanie „było, jest, lub będzie tak, że ktoś wyląduje na księżycu” nie pociąga za sobą zdania „istnieje ktoś, kto ląduje, wyląduje lub wylądował na księżycu”. Prior dowodzi tego poglądu, przyjmując dwa założenia: 1) Rzeczywiście ktoś kiedyś wyląduje na księżycu; 2) Tym, kto rzeczywiście kiedyś wyląduje na księżycu nie jest nikt, kto istnieje obecnie. Przy tych założeniach zdanie „będzie tak, że ktoś wyląduje na księżycu” jest prawdziwe, zdanie „istnieje ktoś, kto wyląduje na księżycu” jest – według Priora – fałszywe, co nie pozwala przyjąć formuły Barcan jako zgodnego z intuicjami aksjomatu logiki temporalnej. Na zarzuty Priora odpowiedziała Barcan Marcus w artykule Interpreting Quantification, gdzie zaprotestowała przeciw odczytaniu formuły {\displaystyle (\exists \alpha )A} jako „istnieje takie α, że A”. Zamiast takiej interpretacji zaproponowała koncepcję, według której formuła ta znaczy, że pewne podstawienia (substitution instances) α są prawdziwe, tj. istnieje co najmniej jedna wartość (value) α, przy której A jest prawdziwe.

### Esencjalizm
Artykuł Modalities and Intensional Languages [Modalności a języki intensjonalne] opublikowany został w czasopiśmie „Synthese” w 1961. W lutym 1962 został odczytany na Bostońskim Kolokwium Filozofii Nauki, wraz z komentarzem W. V. Quine’a. W zbiorze Modalities. Philosophical Essays dodany został zapis związanej z tym odczytem dyskusji, w której uczestniczyli autorka, Quine i Kripke.
Quine, zwłaszcza w dziele World and Object, stawiał logice modalnej zarzut pomieszania użycia i wymienienia – według niego Lewis, konstruując swoje systemy, nieprawnie zinterpretował zwroty języka naturalnego wyrażające konieczność jako operatory zdaniowe, ponieważ powinny być one rozpatrywane przede wszystkim jako predykaty. Ruth Barcan Marcus broni logik modalnych przed tymi zarzutami, dostrzegając ich przydatność dla analizy pojęć takich jak przyczynowość, obowiązek czy wiara.
Autorka w celu obrony logiki modalnej rozważa różne rodzaje relacji identyczności i równoważności oraz zależności między nimi. Odróżnia języki intensjonalne wprost i nie wprost. Język jest intensjonalny wprost o tyle, o ile nie utożsamia relacji identyczności ze słabszymi formami równoważności. Ponadto każdy język ma pewien stały przedmiot referencji (reference), którym są przedmioty, a także sposoby ich klasyfikowania, budowania zdań i odróżniania zdań fałszywych i prawdziwych. Spośród własności rzeczy istotną jest tutaj ta, że mogą one wchodzić w relacje identyczności. Kiedy relacja ta zachodzi między indywiduami x i y, wyraz tej relacji, oznaczany xIy, jest zdaniem. Jeśli w danym języku uznaje się za przedmioty sądy, cechy i klasy, pojmowane jako zrównanie identyczności z jakimś słabszym rodzajem równoważności osłabienie rozumienia identyczności w odniesieniu do wszystkich tych przedmiotów może być określane jako ekstensjonalizacja języka. Na poziomie indywiduów największe znaczenie mają dwie relacje równoważnościowe: identyczność i nieodróżnialność, przy czym identyczność definiuje się zazwyczaj za pomocą pojęcia nieodróżnialności. Nieodróżnialność może zaś być traktowana rozmaicie, np. Jako równoważność materialna czy równoważność ścisła.
Essentialism in Modal Logic [Esencjalizm w logice modalnej] to artykuł opublikowany w inauguracyjnym numerze czasopisma „Noûs”, rozwijający tematykę artykułu Modalities nd Intentional Languages. Esej Essential Attribution [Określanie własności esencjalnych] powstał w 1970, ukazał się zaś w 1971. Podobnie jak Essentialism in Modal Logic porusza zagadnienia charakterystyki własności esencjalnych.
Esencjalizm to – w najogólniejszym ujęciu – pogląd, który jedne atrybuty rzeczy traktuje jako konieczne i esencjalne (istotowe), inne jako akcydentalne, możliwe, przygodne. Autorka podkreśla, że przypisywanie przedmiotom atrybutów nie jest dziwaczną koncepcją metafizyczną, ale istotną i szeroko obecną własnością języka filozoficznego i potocznego. Krytycy esencjalizmu uważają natomiast, że określanie własności esencjalnych przedmiotów ma charakter metafizyczny i że da się przedstawić analizę atrybutów, która eliminowałaby je z języka i nie wprowadzała jednocześnie pojęć równie nieakceptowalnych. Tymczasem przestawiona przez Quine’a tego rodzaju argumentacja („matematyk-cyklista”) musi być oceniona jako nieuprawniona, a sama Quine’owska charakterystyka esencjalizmu nie jest według Ruth Barcan Marcus adekwatna, w szczególności w odniesieniu do logik modalnych z kwantyfikatorami. Quine zarzucał logice modalnej kwantyfikatorów to, że prowadzi ona do esencjalizmu – według autorki charakterystyka esencjalizmu przedstawiona przez Quine’a jest jednak nieadekwatna, a przy bardziej adekwatnej charakterystyce pewne systemy logiki modalnej kwantyfikatorów nie zawierają twierdzeń esencjalistycznych, co więcej niekiedy są one fałszywe. W rzeczywistości nie da się też zastąpić terminów esencjalnych innymi, takimi jak „ważny” – wskazywanie „ważnych” cech przedmiotów stwarza bowiem nie mniej problemów, niż wskazywanie cech istotowych.
Autorka rozróżnia dwa rodzaje esencjalizmu, Arystotelesowski i „indywidualizujący”. W esencjalizmie Arystotelesowskim własności esencjalne to takie własności, który dany przedmiot posiadać musi; które wyznaczają to, czym ten przedmiot jest. Własność esencjalna przysługuje więc w sposób konieczny przedmiotom, którym przysługuje. Ruth Barcan Marcus argumentuje jednak, że tego rodzaju esencjalizm nie występuje w logice modalnej: chociaż można w logikach modalnych z kwantyfikatorami sformułować odpowiedniki atrybutów w języku potocznym, nie należą jedna do nich krytykowane przez Quine’a jako prowadzące przy ich esencjalistycznym rozumieniu atrybuty takie jak „dwunożność”. Według Quine’a (Words and Object, 1960) skoro matematycy są z konieczności rozumni, ale niekoniecznie dwunożni, zaś cykliści koniecznie dwunożni, ale niekoniecznie rozumni – w przypadku matematyka, który jest zarazem cyklistą, nie da się sklasyfikować ani dwunożności, ani rozumności jako jego koniecznych atrybutów. Barcan Marcus dowodzi jednak, że już samo wnioskowanie typu:
Cykliści są z konieczności dwunożni
a jest cyklistą
więc: a jest z konieczności dwunożne
nie jest w logice modalnej kwantyfikatorów wnioskowaniem uprawnionym ze względu na samą jej charakterystykę formalną.
Analizując esencjalizm arystotelesowski, autorka zauważa, że w typowych dla niego przykładach przypisywania lub nie przedmiotom własności esencjalnych uwidacznia się to, że przypisuje się je przedmiotom rzeczywistym, a one same stanowią predykaty „naturalne”. Taka charakterystyka odpowiada arystotelesowskiemu pojęciu istoty, atrybuty przysługują przedmiotom z natury i wyznaczają je. Danemu przedmiotowi muszą przysługiwać jego atrybuty, nie tylko wyznaczają one to, czym jest przedmiot, ale też określają samo jego istnienie. Jako różny od arystotelesowskiego typ esencjalizmu autorka przedstawia inny typ esencjalizmu, esencjalizm „częściowo indywiduujący”. Przy tym rozumieniu esencjalizmu przedmiot posiadać musi jako atrybuty nie tylko własności wspólne z przedmiotami jego gatunku, ale też takie, które go indywiduują, tj. odróżniają od innych przedmiotów tego samego gatunku. Przy indywiduującym rozumieniu esencjalizmu wyraźne staje się odróżnienie identyczności i posiadania tych samych cech esencjalnych przez dwa przedmioty: to, że x i y mają te same cechy esencjalne, nie znaczy jeszcze, że są identyczne.
Za pomocą złożonych analiz logiczno-filozoficznych poszczególne wersje esencjalizmu można wyrazić w języku logiki modalnej kwantyfikatorów, nadając jej pewne określone interpretacje. Sformułowanie różnych wersji esencjalizmu w logice modalnej ne prowadzi więc do „metafizycznej dżungli”, ale raczej, odwrotnie niż twierdził Quine, może dostarczać pożytecznych narzędzi analizy esencjalizmu zawartego w języku.
Broniona przez Marcus wersja esencjalizmu to esencjalizm „kauzalny”. Choć – jak wykazują logiczno-filozoficzne analizy – logika modalna predykatów nie jest w jakiś konieczny sposób zaangażowana w esencjalizm, to jest ona jednak z nim kompatybilna. Według autorki esencjalizm najlepiej rozumieć wtedy, gdy modalności pojmuje się jako modalności o charakterze kauzalnym. Tak np. to, że pewien przedmiot rozpuszcza się w wodzie królewskiej przedstawić można za pomocą formuły: {\displaystyle \Box (R(a)\Rightarrow D(a)),} gdzie R odpowiada wodzie królewskiej, D zaś rozpuszczalności. To, że inny przedmiot nie rozpuszcza się w wodzie królewskiej można zapisać za pomocą analogicznej negacji tej formuły. Koniunkcja obu tych formuł z dołączeniem kwantyfikatorów szczegółowych przy obu jej składnikach odpowiada scharakteryzowanej we wcześniejszych częściach artykułu minimalnej wersji esencjalizmu. Przedmiot a przedstawiać więc można sobie jako posiadający atrybut rozpuszczalności w wodzie królewskiej we wszystkich kauzalnie możliwych światach w których istnieje a.

### Possibilia and Possible Worlds
Praca Possibilia and Possible Worlds [Possibilia i światy możliwe] opublikowana w 1985/6 jest głównym artykułem filozoficznym Marcus dotyczącym zagadnienia possibiliów, teorii referencji oraz semantyki substytucyjnej, a także identyczności. Podsumowuje ona wyniki otrzymane we wcześniejszych badaniach związanych z nimi problemów.

#### Nazwy – teoria referencji
Teoria referencji (funkcji semantycznej polegającej na odnoszeniu się nazwy do jej przedmiotu) Barcan Marcus zbliżona jest do teorii Kripkego, powstały też spory o historyczne pierwszeństwo jej autorstwa – w sporach tych nie uczestniczyli jednak ani Marcus, ani Kripke, a szczegółowo (wraz z historycznymi analizami odpowiednich tekstów, ale także analizami samego zagadnienia) przedstawia je zwłaszcza Quentin Smith. Własną wersję tej teorii rozwijał również Putnam. Teoria ta określana jest jako „teoria kauzalna”. Kluczowym pojęciem kauzalnej teorii referencji jest pojęcie „etykiety” (tag; niekiedy teorię tę nazywa się też „etykietową”, inna nazwa to „teoria referencji bezpośredniej”) – nazwa jest „etykietą” przedmiotu, nie – jak było w teorii referencji wywodzącej się od Russela – deskrypcją. Jej kluczową ideą jest zaś to, że znaczeniem nazwy nie jest nic innego, niż przedmiot, który denotuje ta nazwa. Przyczynowa teoria referencji unika więc tłumaczenia znaczenia nazw za pomocą kategorii treści, wskazując za to na bezpośredni związek nazwy z jej desygnatem. Związek ten ma charakter relacji kauzalnej. Ta relacja przyczynowa zachodzi pomiędzy inicjalnym przypisaniem nazwy przedmiotowi (w terminologii Kripkego „chrztem”) a wywołanymi przez niego kolejnymi użyciami tej nazwy.

#### Possibilia
W ujęciu Barcan Marcus kauzalna teoria referencji powiązana jest z pojęciem possibiliów. To, do czego odnoszą się nazwy, stanowią wyłącznie przedmioty aktualne, nie possibilia: kwantyfikacja zależy od nazywania, nazywanie zaś możliwe jest dzięki relacjom kauzalnym, w które przedmioty nieistniejące nie mogą wchodzić – kwantyfikacja wobec przedmiotów nieistniejących nie jest więc możliwa.
Na przekonaniu, że nazwy mogą odnosić się do possibiliów takich jak Pegaz opierały się główne teorie broniące possibiliów. Głównymi historycznymi poglądami na possibilia są powiązane z analogicznymi poglądami na status ontyczny światów możliwych realizm i atualizm: według realistów possibilia istnieją tak, jak przedmioty rzeczywiste, według aktualistów stanowią one jedynie spójne reprezentacje tego, jaki świat mógłby być. Barcan Marcus odrzuca poglądy broniące possibiliów. Uważa, że zdanie typu „skrzydlaty koń nie istnieje” nie odnosi się w rzeczywistości do możliwego, ale nierzeczywistego konia. Aby uniknąć potrzeby założenia istnienia possibiliów proponuje substytucyjne rozumienie kwantyfikacji.

### Teoria przekonań i filozofia moralna
Barcan Marcus wypracowała także własną teorię przekonań oraz pewne poglądy etyczne i metaetyczne. Swoje analizy tych dziedzin także prowadziła przy pomocy aparatury logiki modalnej, zwłaszcza deontycznej. Jej badania metaetyczne dotyczyły pojęcia dylematu moralnego – uznawała dylematy moralne za realne, ale nie naruszające przy tym spójności zbioru przekonań moralnych (moral code). Zbiór ten, traktowany przez autorkę jako zbiór zdań, może być niespójny jedynie wtedy, gdy wszystkie tworzące go elementy nie mogą być jednocześnie prawdziwe. Dylemat moralny w którym zakłada się prawdziwość zdań typu Oq i O⌐q prowadziłby do niespójności, nie prowadziłby do niej natomiast dylemat przedstawiony jako koniunkcja zdań p→Oq i jeśli p→O⌐q: koniunkcja ta byłaby prawdziwa, o ile p byłoby fałszywe.
Odmienny jest pogląd Barcan Marcus na możliwość przekonań afirmujących rzeczy niemożliwe. Odrzuca możliwość wiary, że dla tej samej osoby miasto, które zna ona jako London jest miastem ładnym, zaś miasto, które zna ona jako Londres jest miastem brzydkim. Akceptowanie danego zdania nie jest bowiem jednoznaczne z wiarą w to, co zdanie to głosi, ale jedynie jednym z wielu behawioralnych wyznaczników wiary. Według Marcus gdy ktoś odkrywa, że jego przekonanie p nie jest możliwe, nie twierdzi, że rzeczywiście wierzył, że p, ale raczej że przekonanie takie jedynie akceptował. Mimo że pogląd ten może się wydawać dziwny, jest on mimo to analogiczny do łatwiej akceptowalnego twierdzenia dotyczącego wiedzy: kiedy wiemy, że p, a następnie p okazuje się jednak fałszywe – nie twierdzimy, że wiedzieliśmy, że p, a następnie przestaliśmy to wiedzieć, ale raczej twierdzimy, że się myliliśmy.

#### Iterated Deontic Modalities
Krótki artykuł Iterated Deontic Modalities [Wielokrotnie powtórzone modalności deontyczne] opublikowany został w 1966 w czasopiśmie „Mind”. Ruth Barcan Marcus uważa, że mimo szybkiego rozwoju logik deontycznych od czasów jego powstania aktualnymi pozostało wiele zawartych w nim problemów interpretacyjnych.
W logikach deontycznych niejednokrotnie spotyka się tezy, w których operatory deontyczne tworzą długie ciągi, następując po sobie. Powtórzenia takie nie są łatwo eliminowalne za pomocą odpowiednich skrótów definicyjnych. Niektóre z nich są przy tym dziwaczne („jest obowiązkiem, że jest obowiązkiem, że jest obowiązkiem, że należy przechodzić na zielonym świetle”), inne intuicyjnie łatwo zrozumiałe („parkowanie na Pradze powinno być zakazane”). Problematyczne są także pewne użycia zagnieżdżonych operatorów deontycznych, jak {\displaystyle O(Op\to p).} Według Barcan Marcus dokładniejsza analiza interpretacji powtórzonych operatorów deontycznych ujawnia, że w intuicjach dotyczących interpretacji zdań typu {\displaystyle O(Op\to p)} pomieszane są przynajmniej dwa znaczenia operatora O. Przy (zakorzenionej w myśli Leibniza) interpretacji zdania ujętego w nawiasie „co powinno zajść, zachodzi rzeczywiście” mamy do czynienia z (prawdziwym lub nie) opisem pewnego stanu rzeczy, a nie z opisem nakazu jakiegoś działania. Tego rodzaju opisy mogą stanowić uzasadnienia nakazów, same jednak nie są nakazami. Wieloznaczność operatora obowiązku („jest obowiązkiem, że...” versus „musi być tak, że”) staje się jeszcze bardziej wyraźna, gdy operatory O, P i F rozważa się jako wzajemnie definiowalne – wtedy zdanie „musi być tak, że jeśli każdy musi być miły, to wszyscy są mili” jest równoważne definicyjnie fałszywemu lub przynajmniej dziwacznemu zdaniu „jest zakazane to, że każdy musi być miły i nie każdy jest miły”. Istnieje jeszcze wiele innych tego rodzaju paradoksów. Co więcej, pojawiają się one również w tych systemach logiki deontycznej, w których operatory deontyczne wprowadza się przez definicje, a nie jako terminy pierwotne.
Ze względu na te paradoksy Ruth Barcan Marcus uważa, że systemy logiki deontycznej są nieadekwatne wobec znaczeń operatorów deontycznych w języku naturalnym i należy wprowadzić metody eliminacji powtórzeń tych operatorów oraz odróżniać w systemach dedukcyjnych różne ich znaczenia. Bez tego rodzaju zmian, rozróżnień i ograniczeń logika deontyczna staje się według autorki „mylącym ćwiczeniem technicznym”.

## Publikacje

### Publikacje książkowe
- The Logical Enterprise, Yale University Press 1995 – redakcja, razem z A. Andersonem i R. Martinem
- Logic, Methodology and Philosophy of Science, VII, North Holland 1986 – współredakcja
- Modalities. Philosophical Essays, Oxford University Press, 1993

### Artykuły (wybór)
- A Functional Calculus of First Order Based on Strict Implication, „Journal of Symbolic Logic”, 11, 1946
- The Identity of Individuals in a Strict Functional Calculus of Second Order; „Journal of Symbolic Logic”, 12, 1947
- The Deduction Theorem in a Functional Calculus of First Order Based on Strict Implication, „Journal of Symbolic Logic”, 12, 1947
- Extensionality, „Mind” LXIX, 1960
- Moral Dilemmas and Consistency, „Journal of Philosophy”, LXXVII, 3, 1980
- Rationality and Believing the Impossible, „Journal of Philosophy”, LXXV, 6, 1983.
- Some Revisionary Proposals About Belief and Believing, „Philosophy and Phenomenological Research”, 1990
- The Anti–Naturalism of Some Language Centered Accounts of Belief, „Dialectica” (wydanie specjalne), 1995